# Černý Nadýmač
Černý Nadýmač je přírodní památka v okrese Pardubice v Pardubickém kraji. Jejím jádrem je rybník Černý Nadýmač ze skupiny Bohdanečských rybníků. Stejně jako ony je napájen Opatovickým kanálem, resp. jeho ramenem nazvaným Sopřečský kanál. Napájecí kanál obchází rybník z východní strany.
Chráněné území měří 26,55 hektarů. Předmětem ochrany je výskyt puchýřky útlé (Coleanthus subtilis), která roste na obnaženém rybničním dně, navazující olšiny a acidofilní doubrava.

## Galerie

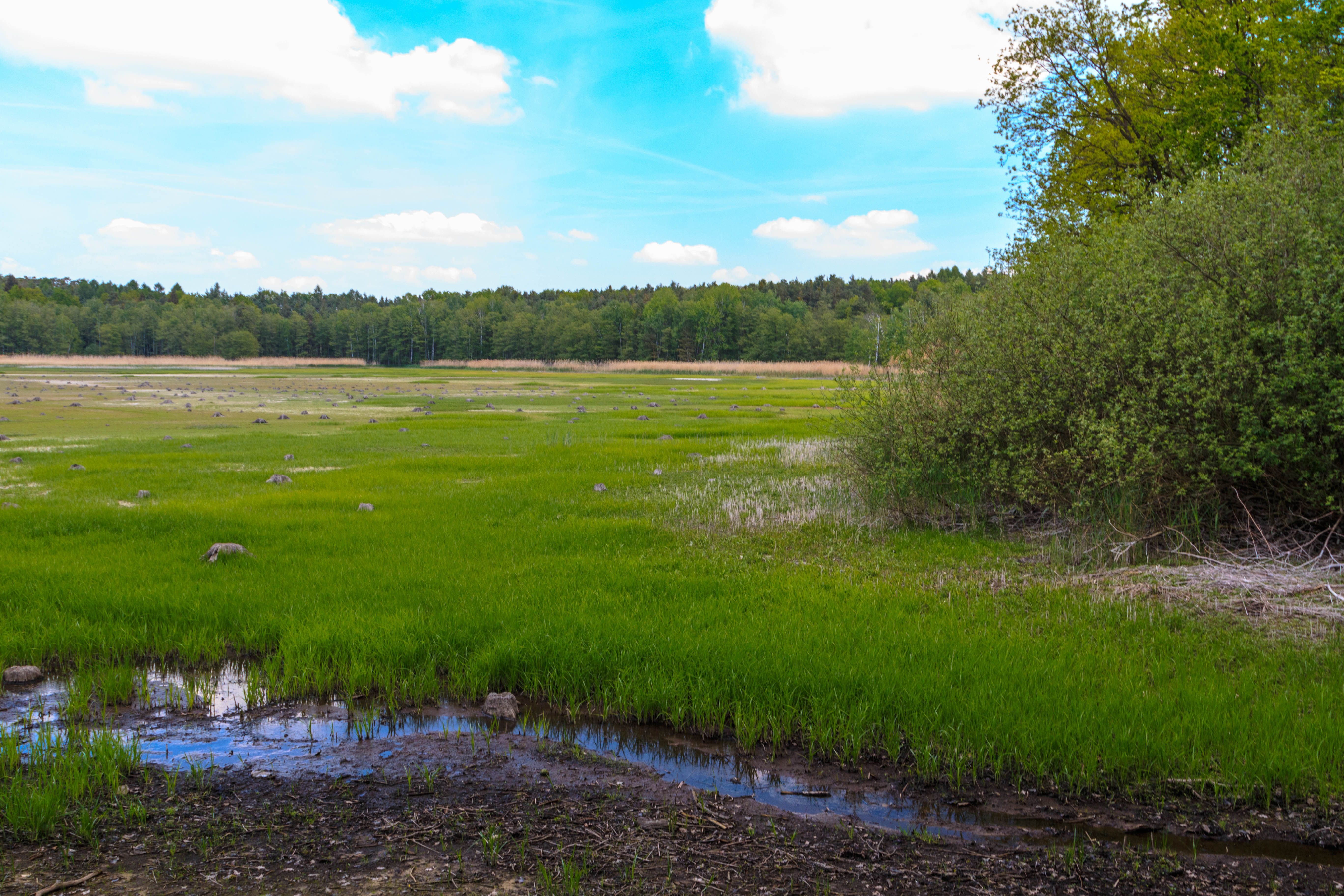
Letněný Černý Nadýmač
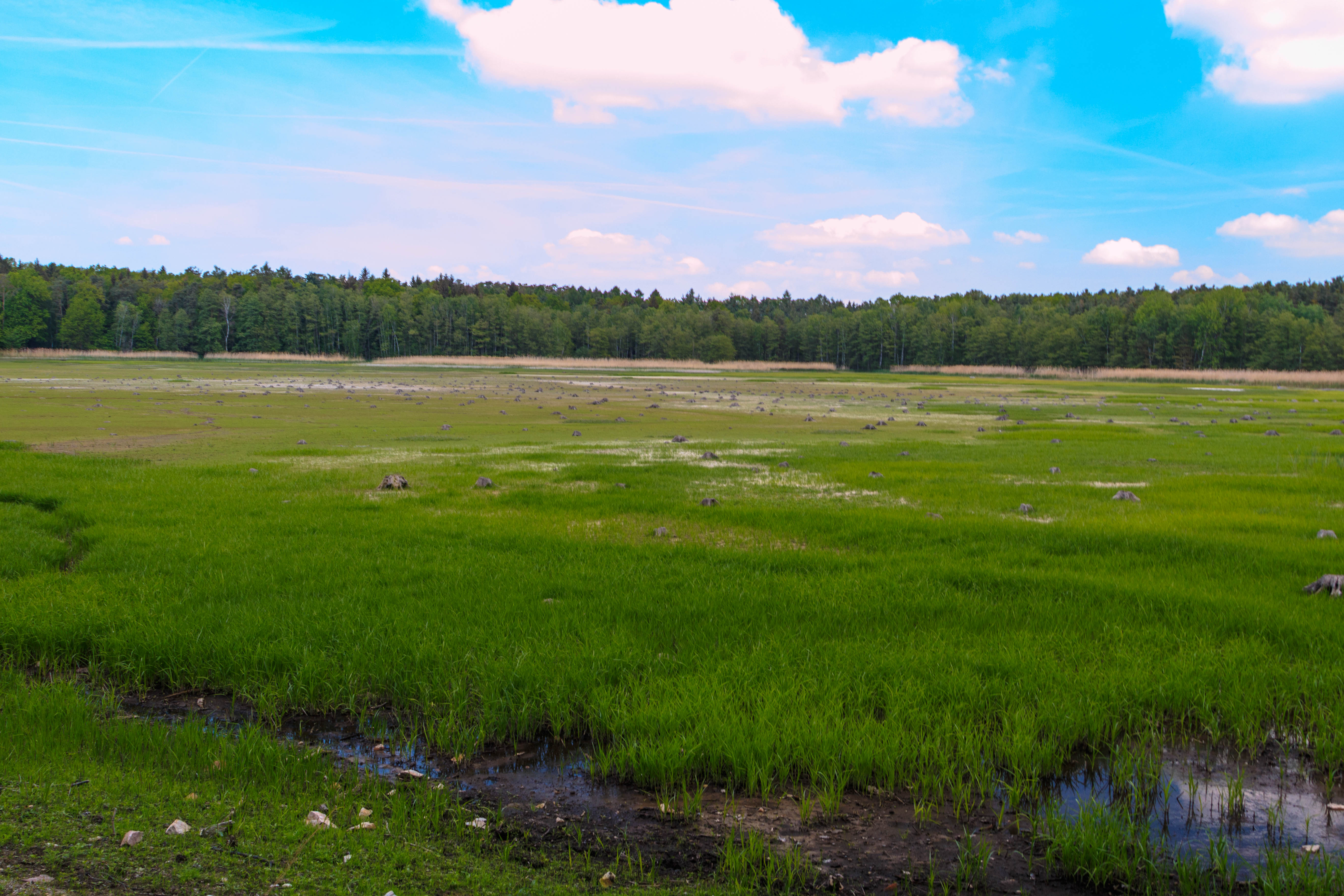
Letněný Černý Nadýmač
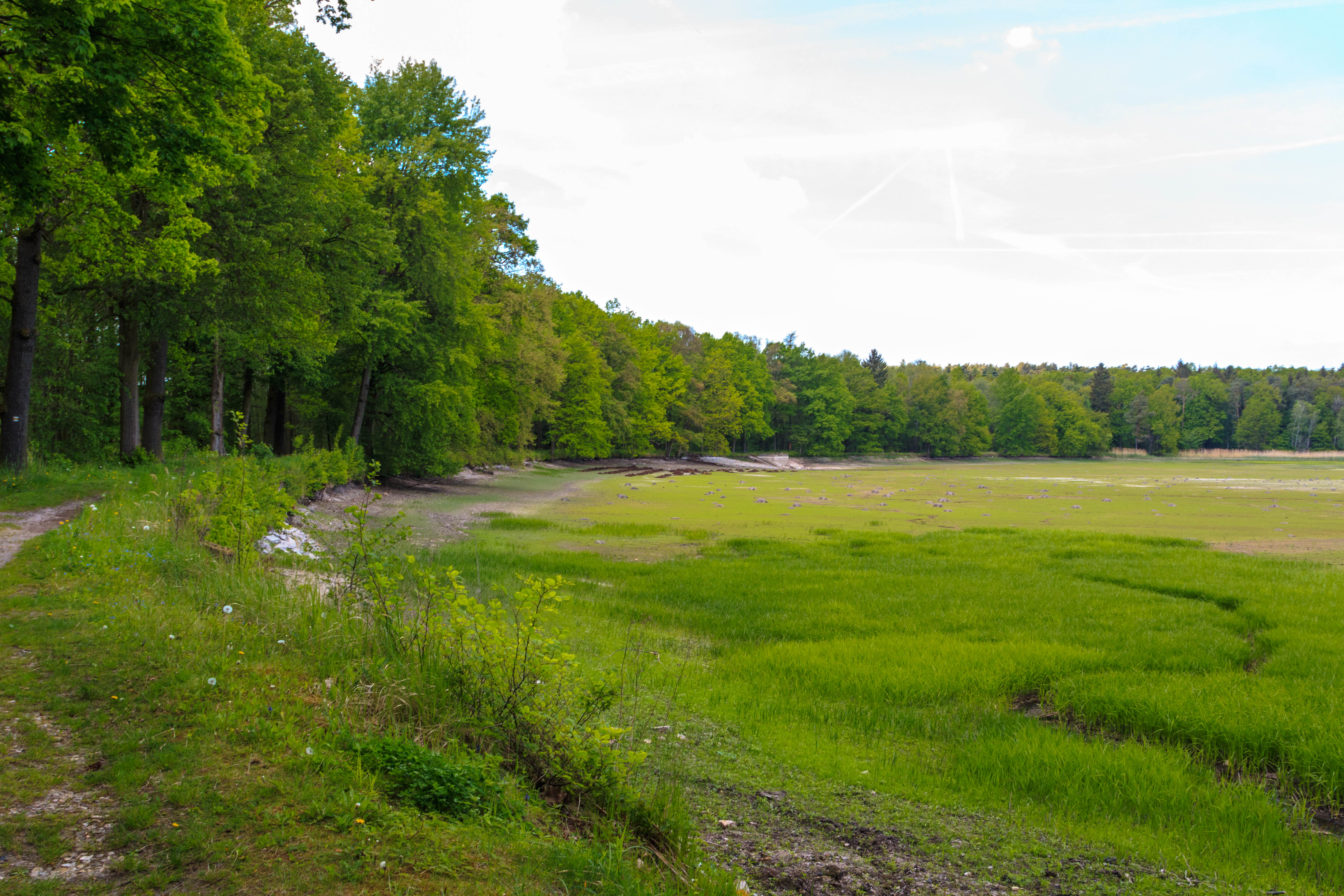
Letněný Černý Nadýmač
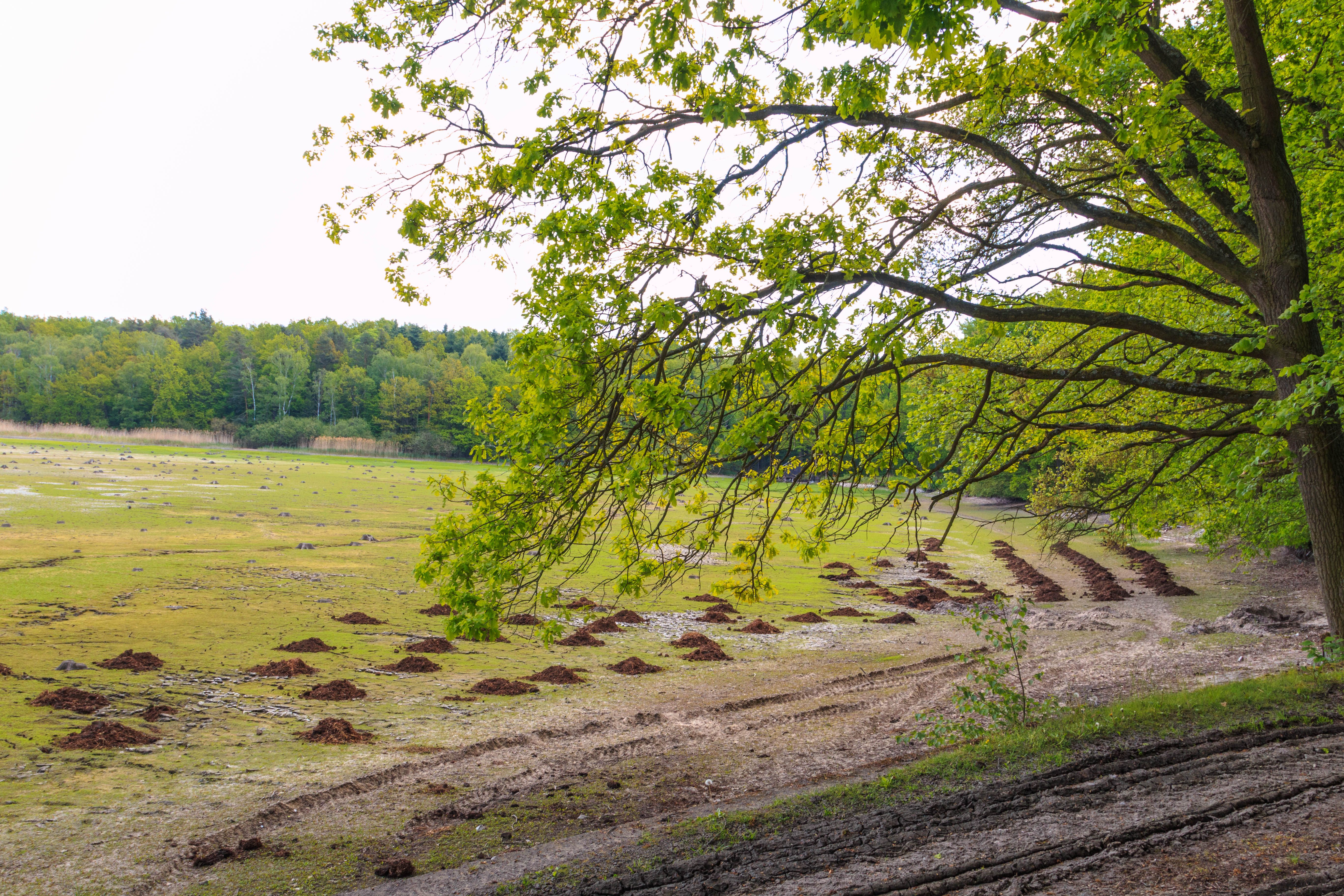
Letněný Černý Nadýmač